# Ассак
Асса́к (фр. Assac, окс. Açac) — коммуна во Франции, находится в регионе Юг — Пиренеи. Департамент — Тарн. Входит в состав кантона Кармо-1 Ле-Сегала. Округ коммуны — Альби.
Код INSEE коммуны — 81019.

## География

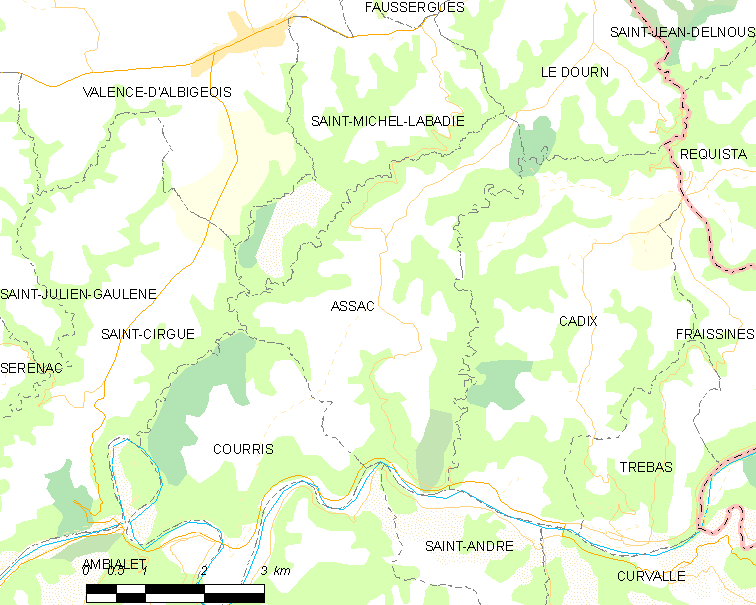
Карта коммуны

Коммуна расположена приблизительно в 550 км к югу от Парижа, в 90 км северо-восточнее Тулузы, в 25 км к востоку от Альби.
На юге коммуны протекает река Тарн.

## Климат
Климат умеренно-океанический. Зима мягкая и дождливая, лето жаркое с частыми грозами. Ветры довольно редки.

## Население
Население коммуны на 2010 год составляло 156 человек.
| 1962 | 1968 | 1975 | 1982 | 1990 | 1999 | 2010 |
| ---- | ---- | ---- | ---- | ---- | ---- | ---- |
| 272  | 235  | 194  | 193  | 161  | 154  | 156  |

## Администрация
| Период | Период | Фамилия       | Партия | Примечания |
| ------ | ------ | ------------- | ------ | ---------- |
| 2001   | 2014   | Даниель Келюс |        |            |
| 2014   | 2020   | Мириам Вигру  |        |            |

## Экономика
В 2007 году среди 86 человек в трудоспособном возрасте (15—64 лет) 65 были экономически активными, 21 — неактивными (показатель активности — 75,6 %, в 1999 году было 76,2 %). Из 65 активных работали 62 человека (34 мужчины и 28 женщин), безработных было 3 (2 мужчин и 1 женщина). Среди 21 неактивных 2 человека были учениками или студентами, 12 — пенсионерами, 7 были неактивными по другим причинам.